# 程武 (三国)
程武（生卒年不詳），東漢末至三國時代曹魏大臣程昱之子。黃初元年（220年）其父程昱以八十歲高齡病逝，程武奉詔繼襲父爵。程武死後，其子程克繼襲其爵。

## 三國演義
在小說《三國演義》中，程武登場於第九十二回「趙子龍力斬五將　諸葛亮智取三城」。當時程武擔當魏軍參謀，於鳳鳴山抵敵蜀軍入侵。當時魏軍都督是駙馬夏侯楙，與蜀軍趙雲對壘，初陣敗北。程武為其獻策，先設伏再誘敵，成功圍困趙雲，幾乎令趙雲於晚年戰敗。最後趙雲被諸葛亮遣關興、张苞救出。